# Hnutí FIRE
Hnutí FIRE (angl. FIRE movement) usiluje o životní styl, který přináší finanční nezávislost a umožňuje přestat chodit do práce i o desítky let dříve, než kdy je obvyklé odejít do důchodu. Zkratka FIRE znamená Financial Independence, Retire Early, tj. finanční nezávislost, brzy do důchodu. 
Příznivci tohoto hnutí usilují o získání dostatečného množství finančních prostředků nejprve díky práci, díky níž vydělávají tolik, že jsou schopni část peněz investovat. Po odchodu ze zaměstnání plánují žít z naspořených prostředků a pasivních příjmů, např. výnosu z investic do cenných papírů nebo pronájmu nemovitostí. K tomuto životnímu stylu patří jak v době, kdy jsou lidé zaměstnáni, tak po ní, šetrnost nebo až odpor k utrácení.